# Tagondaing
Tagondaing (birm. တံခွန်တိုင်; karen. စံင်မံင်ထုင်း) – wioska w Mjanmie, w stanie Karen, dystrykcie Kawkareik.
Ośrodek przemysłowy.